# Astronomia multi-messaggio
Con il termine astronomia multi-messaggio (anche detta astronomia multimessaggera o multi-messaggero) ci si riferisce all'astronomia basata sull'osservazione e l'interpretazione coordinata di diversi tipi di segnali "messaggeri".
Poiché la radiazione elettromagnetica, le onde gravitazionali, i neutrini e i raggi cosmici sono generati da processi astrofisici diversi, essi possono rivelare informazioni diverse riguardo alle loro sorgenti. Tra le varie sorgenti, le principali in grado di fornire tutti questi diversi segnali ci si aspetta che siano sistemi binari di oggetti particolarmente compatti (quindi sistemi di buchi neri e stelle di neutroni), supernovae, stelle di neutroni irregolari, nuclei galattici attivi e getti relativistici.
Anche il rilevamento di uno di questi segnali e il mancato rilevamento di un altro da parte del rilevatore dedicato può essere fonte di informazione sull'evento sorgente.

## Reti
Il Supernova Early Warning System (SNEWS), creato nel 1999 presso il Brookhaven National Laboratory e automatizzato sin dal 2005, combina una serie di rivelatori di neutrini al fine di dare agli astronomi un veloce allarme della presenza di una supernova nella Via Lattea o nelle galassie vicine, come la galassia nana ellittica del Cane Maggiore.
L'Astrophysical Multimessenger Observatory Network (AMON), sviluppato nel 2013 presso l'università statale della Pennsylvania, è invece un più ampio e ambizioso progetto atto a facilitare la condivisione di osservazioni preliminari e a favorire la ricerca di eventi a bassa energia che non sarebbero riscontrabili con un solo singolo strumento.

## Eventi importanti
- 1987: La supernova SN 1987A, la prima ad essere individuata con un telescopio ottico, ha emesso anche dei neutrini che sono stati rilevati dagli osservatori di neutrini Super-Kamiokande, IMB e Baksan.

- 2017: Una coalescenza di stelle di neutroni avvenuta nella galassia NGC 4993 ha prodotto il segnale di onda gravitazionale GW170817, che è stato osservato dagli interferometri della collaborazione LIGO/Virgo alle 12:41:04 UTC del 17 agosto. 1,74 ± 0,05 secondi dopo, i telescopi spaziali per raggi gamma Fermi e INTEGRAL, hanno osservato un lampo gamma corto, denominato GRB 170817A, diffondendo una segnalazione 14 secondi dopo. Poiché i rilevamenti dei tre interferometri hanno permesso di localizzare la sorgente in un'area di 28 gradi quadrati nel cielo australe con una probabilità del 90%, gli osservatori ottici sono stati in grado di trovare abbastanza agevolmente la sorgente. Essa è stata identificata 10 ore e 52 minuti dopo il segnale GW170817 da parte dei membri del team Swope Supernova Survey, i quali, con il telescopio Swope, che opera nel vicino infrarosso e che è situato presso l'osservatorio di Las Campanas, in Cile, hanno osservato diverse galassie nell'area prevista identificando un solo nuovo evento astronomico transiente, denominato dapprima SSS17a e poi AT 2017gfo. Nel giro di un'ora dalla prima localizzazione, sono state effettuate osservazioni anche nell'infrarosso e nel campo del visibile.[10] Nove giorni dopo, la sorgente è stata osservata nei raggi X grazie al telescopio orbitale Chandra X-ray Observatory, mentre sedici giorni dopo, essa è stata osservata nelle onde radio grazie al raggruppamento di radiotelescopi Very Large Array.[11] In totale, oltre 70 osservatori operanti nello spettro elettromagnetico hanno osservato l'evento.[11]
Questa è stata la prima volta in cui un segnale di onda gravitazionale ha potuto essere osservato assieme alla sua controparte elettromagnetica, segnando un vero e proprio evento epocale nella storia dell'astronomia multi-messaggio.[12] La mancata osservazione di neutrini ad alta energia è stata attribuita al fatto che i getti relativistici erano parecchio fuori asse rispetto alla Terra.[13]